# Delphinium lithophilum
Delphinium lithophilum là một loài thực vật có hoa trong họ Mao lương. Loài này được Podlech mô tả khoa học đầu tiên năm 1970.